# Neoctantes
Neoctantes – rodzaj ptaków z podrodziny chronek (Thamnophilinae) w rodzinie chronkowatych (Thamnophilidae).

## Zasięg występowania
Rodzaj obejmuje gatunki występujące w Ameryce Południowej.

## Morfologia
Długość ciała 15–17 cm; masa ciała 29–32 g.

## Systematyka

### Etymologia
- Neoctantes: gr. νεος neos „nowy, dziwny”; κταντης ktantēs „morderca” (tj. dzierzba), od κτεινω kteinō „mordować”[5].
- Clytoctantes: gr. κλυτος klutos „słynny, szlachetny”, od κλεω kleō „świętować, czcić”; κταντης ktantēs „morderca” (tj. dzierzba), od κτεινω kteinō „mordować”[6]. Gatunek typowy: Clytoctantes alixii Elliot, 1870.

### Podział systematyczny
Do rodzaju należą następujące gatunki:
- Neoctantes alixii (Elliot, 1870) – łódkodziób kolumbijski
- Neoctantes niger (von Pelzeln, 1859) – łódkodziób czarny
- Neoctantes atrogularis (S.M. Lanyon, Stotz & Willard, 1991) – łódkodziób czarnogardły